# EVERYBODY'S CHRISTMAS
「EVERYBODY'S CHRISTMAS」（エブリバディーズ・クリスマス）は、1990年11月21日に発売された日本のオムニバス・アルバム（規格品番：TYCY-5148）。

## 解説
- 声優によるオリジナルのクリスマスソングが収録されたオムニバス・アルバム。

- 10曲目「EVERYBODY'S CHRISTMAS」を歌うフューチャーランド・スパークリング・アーティスツは、声優陣の他、様々なアニメ・漫画業界関係者が参加したユニット名。作詞・作曲を手掛けたタケカワユキヒデの指揮のもとレコーディングが行われた。なお、本楽曲の歌唱者は全員ノーギャラであることが、ブックレットに掲載されている黒柳徹子のインタビューで語られている。

- 本アルバムの売り上げの一部は、黒柳徹子が設立したろうあ者や身体障害者のための通所支援施設・トット基金に寄付されることが、CD裏ジャケット・ブックレットに記載されている。

## 収録曲
1. テーブルクロスでI LOVE YOU（山口勝平）[04:49]
作詞：宝野アリカ／作曲：池毅／編曲：戸塚修
2. サテライトの聖夜（富沢美智恵）[04:34]
作詞：田口俊／作曲：馬飼野康二／編曲：松下誠
3. MISS MYSTERY（関俊彦）[04:08]
作詞：水谷啓二／作曲・編曲：和泉一弥
4. One Second（1/2）（水谷優子）[05:01]
作詞：丸山圭子／作曲：佐藤準／編曲：樫原伸彦
5. LOVER'S CHRISTMAS〜2度目のクリスマス〜（子安武人・本多知恵子）[05:06]
作詞：水谷啓二／作曲・編曲：和泉一弥
6. Rosemoonの夜に寄せて（日髙のり子）[04:19]
作詞：宝野アリカ／作曲：池毅／編曲：戸塚修
7. 気ままにX'mas（鷹森淑乃）[03:40]
作詞：丸山圭子／作曲：佐藤準／編曲：樫原伸彦
8. ずっとそばにいたい（草尾毅・横山智佐）[04:39]
作詞：田口俊／作曲・編曲：馬飼野康二
9. 12月のまぼろし（山寺宏一）[05:00]
作詞：田口俊／作曲・編曲：馬飼野康二
10. EVERYBODY'S CHRISTMAS（フューチャーランド・スパークリング・アーティスツ）[08:47]
作詞・作曲：タケカワユキヒデ／編曲：KAZZ TOYAMA
※レコーディング参加者：天野由梨、今川杉作、岩田光央、菊池英博、草尾毅、子安武人、杉元直樹、関俊彦、鷹森淑乃、富沢美智恵、鳥海勝美、難波圭一、日髙のり子、平松晶子、本多知恵子、水谷優子、森田千明、山口勝平、山寺宏一、横山智佐、アミノテツロー、庵野秀明、出渕裕、大野よし美、開田裕治、開田あや、菊池通隆、島本和彦、ショッカーO野、園田英樹、羽原信義、三河俊彦、みずき健、ミンキー・ヤス、村山靖[1]。